# Ion Andriescu - Cale
Ioan Andriescu-Cale (n. 7 ianuarie 1887, Câmpina – d. 21 noiembrie 1960, București) a fost un inginer român, specialist în hidroameliorații și hidraulică, profesor universitar și personalitate marcantă în dezvoltarea învățământului superior agronomic din România. Prin activitatea sa complexă în domeniul construcțiilor hidrotehnice, amenajărilor hidrografice și educației universitare, a contribuit semnificativ la modernizarea infrastructurii și agriculturii românești în prima jumătate a secolului XX.

## Biografie

### Copilărie și educație
Ioan Andriescu-Cale s-a născut la 7 ianuarie 1887 în orașul Câmpina, fiind fiul unui muncitor tâmplar. A urmat școala primară și gimnazială la Poiana-Câmpina, unde a fost remarcat de profesorul Ion Ciorănescu, care l-a îndrumat spre Liceul Internat din Iași. Aici a obținut bursă pe baza unui concurs exigent, asigurându-și locul în școală până la absolvire.
La acest prestigios liceu a avut ca profesori personalități remarcabile precum Garabet Ibrăileanu, Calistrat Hogaș, Petre Bogdan, Ion Paul și Mihai Carp. Printre colegii săi s-au numărat viitoare personalități ale culturii și științei românești: Iorgu Iordan, Mihai Botez, Roman Stere, Nicolae Alexandru și Gheorghe Zarian. Ca elev preferat al profesorului Garabet Ibrăileanu și coleg cu fiul lui Constantin Stere, a avut oportunitatea de a participa la primele ședințe duminicale de la revista Viața Românească, ceea ce i-a influențat semnificativ educația și stilul de exprimare.
După absolvirea liceului în 1909, a continuat studiile la Școala Națională de Poduri și Șosele din București, unde a studiat ca bursier de stat între anii 1909-1913.

### Carieră profesională
Cariera profesională a lui Ioan Andriescu-Cale s-a desfășurat pe multiple planuri: inginerie, administrație publică și învățământ superior.
În domeniul ingineriei, primele sale contribuții importante au inclus:
- Conducerea lucrărilor la construirea căii ferate Medgidia-Bazargic (1914-1915)
- Participarea la ridicarea topografică a Văii superioare a Ialomiței pentru construirea uzinei electrice de la Dobrești (1915)
- Construirea liniei Zimnicea-Zimnicea port și montarea podului metalic peste brațul Dunării "Pasărea" (1915)
- Construirea de poduri și adăposturi în timpul Primului Război Mondial (1916)
- Studiul și conducerea lucrărilor la șoselele Chișinău-Bolgrad-Cetatea Albă și Albița-Lăpușna-Chișinău (până în 1923)

În administrația publică, a ocupat funcții importante:
- Șef al Diviziei Construcțiilor de Căi Ferate din Ministerul Comunicațiilor (1923)
- Inspector general în Ministerul Lucrărilor Publice
- Secretar general în Ministerul Lucrărilor Publice (1940)

În învățământul superior, a avut o carieră remarcabilă:
- Profesor de Hidrologie, irigații și drenaje la Facultatea de Științe din Iași (din 1927)
- Conferențiar definitiv pentru cursul de Construcții civile, hidraulică și stațiuni hidroelectrice la Secția de tehnologie a Facultății de Științe din Iași (din 1935)
- Profesor la Facultatea de Agronomie din București, titular al catedrei de Hidraulică agricolă la secția de Geniu Rural (din 1940)
- Șef al catedrei de Hidraulică și hidroameliorații la Galați după reforma învățământului din 1948
- S-a retras la pensie în 1958

Pentru contribuțiile sale profesionale, Ioan Andriescu-Cale a primit importante distincții de stat:
- "Coroana României" în gradul de cavaler
- "Steaua României" în gradul de ofițer (1923)
- "Steaua României" în gradul de comandor (1941)

### Familie
Din documentele disponibile nu se cunosc detalii despre familia lui Ioan Andriescu-Cale.

## Activitate științifică
Activitatea științifică a lui Ioan Andriescu-Cale s-a concretizat în mai multe direcții principale:
Dezvoltarea învățământului de hidroameliorații
A avut un rol esențial în crearea și dezvoltarea școlii românești de hidroameliorații, pornind de la cursul de Hidrologie, irigații și drenaje la Facultatea de Științe din Iași și ajungând să creeze o adevărată școală de specialitate, indispensabilă dezvoltării agriculturii românești. Este considerat, alături de profesorul Ion M. Gheorghiu, unul dintre creatorii de "școală" din învățământul agricol românesc.
Proiecte hidroameliorative și hidrotehnice
A elaborat și implementat numeroase proiecte de amenajare a râurilor din Moldova:
- A fundamentat soluțiile de regularizare și navigabilizare a râului Siret
- A stabilit punctele de captare a apei pentru canalul magistral Siret-Bărăgan (1953)
- A propus soluții de transfer a apei din Siret spre Bahlui, Jijia și Prut prin șeile de la Bucecea, Dersca și Ruginoasa
- A inițiat importante baraje hidrotehnice realizate ulterior în Moldova, precum acumularea de la Stânca-Costești pe Prut și acumularea de pe râul Siret la Pașcani
- A conceput un sistem complex de acumulări pe afluenții Siretului și Prutului, propunând baraje pe Bașeu la Ștefănești și Slobozia, pe Jijia la Dorohoi și Țigănași, pe Sitna la Todireni și pe Miletin la Vlădeni

Studii în domeniul energeticii hidraulice
A publicat lucrări importante privind energetica hidraulică, evidențiind importanța surselor de energie, îndeosebi a energiei hidraulice, pentru dezvoltarea economică a țării.
Studii de urbanism și infrastructură
A abordat probleme complexe de urbanism, în special legate de dezvoltarea orașului Iași, inclusiv alimentarea cu apă, gestionarea deșeurilor și dezvoltarea economică.

## Lucrări
Ioan Andriescu-Cale a publicat numeroase lucrări științifice și didactice, grupate în mai multe categorii tematice:
Cursuri universitare și manuale
- Curs de Hidraulică, irigațiuni și drenaje, Litografiat, Facultatea de Agronomie, Iași, 1932
- Curs de construcții civile, Litografiat, Facultățile de Chimie tehnologică și Electrotehnică, Iași, 1933
- Manual de hidraulică pentru uzul școlilor medii și tehnice, Editura de Stat, București, 1951

Lucrări în domeniul energeticii hidraulice
- Principiile energiei, Revista Natura, nr. 3, 1916
- Centrale de energie, Buletinul AGIR, nr. 2, București, 1920
- Energia hidraulică a țării noastre, Buletinul AGIR, București, nr. 6, 1933

Lucrări de hidrologie și ameliorare hidrologică
- Folosirea rațională a apelor, Revista științifică "V. Adamachi", Iași, nr. 1, 1928
- O nouă metodă expeditivă și economică pentru consolidarea malurilor râurilor cu curs leneș, Buletinul Societății Politehnice, București, nr. 4, 1932
- Considerațiuni generale asupra navigabilizării Prutului, Tipografia Țerek-Caminschi, Iași, 1932
- Influența vegetației asupra regimului apelor și utilizarea ei tehnică, Editura autorului, București, 1933
- Pacostea inundațiilor și metodele moderne pentru înlăturarea lor, Buletinul AGIR, București, nr. 6, 1934
- Actualitatea problemei irigațiilor în România, Tipografia Țerek, Iași, 1938
- Pentru o politică a apelor, București, 1942

Lucrări de infrastructură și construcții
- O nouă întrebuințare a betonului armat, Notă, Buletinul AGIR, nr. 1-2, București, 1926
- Contribuții la studiul refacerii șoselelor, Buletinul Societății Politehnice, nr. 1-2, București, 1926
- Ameliorarea alimentării cu apă a orașului Iași, Tipografia Revistei Geniului, București, 1927
- Cât costă tunelul Teliuc, Buletinul Societății Politehnice, nr. 4, București, 1927
- Principii de bază în tehnica urbanismului, Revista științifică V. Adamachi, Iași, nr. 2-3, 1930
- Problemele modernizării șoselelor noastre, Buletinul AGIR, nr. 4, București, 1932

Studii socio-economice
- Expunere asupra chestiunii sociale și a legislației muncitorești, Comunicare prezentată la Congresul de la Iași, 9-12 octombrie 1921
- Nevoile și principiile de organizare a muncii intelectuale, Buletinul AGIR, nr. 1, București, 1924
- Revoluționarea metodelor de producție capitalistă, Buletinul AGIR, nr. 4, București, 1926
- Raporturile necesare și suficiente între conductori și conduși, Buletinul Societății Politehnice, București, nr. 4, 1929

## Premii și recunoaștere
Ioan Andriescu-Cale a fost recunoscut pentru contribuțiile sale excepționale în domeniul hidroameliorațiilor și ingineriei hidraulice, fiind distins cu importante ordine și medalii:
- Ordinul "Coroana României" în gradul de cavaler
- Ordinul "Steaua României" în gradul de ofițer (1923)
- Ordinul "Steaua României" în gradul de comandor (1941)

Este considerat unul dintre întemeietorii învățământului de îmbunătățiri funciare din România, alături de profesorul Ion M. Gheorghiu.

## Recunoaștere internațională
Din documentele disponibile nu există informații specifice despre recunoașterea internațională a activității lui Ioan Andriescu-Cale, deși a participat la evenimente internaționale precum Primul Congres Internațional al Barajelor Mari și Conferința Parțială de Energie de la Stockholm, despre care a scris în 1933.

## Contribuții suplimentare
Pe lângă activitatea sa științifică și profesională, Ioan Andriescu-Cale s-a remarcat și prin viziunea sa socială și politică avansată. Deși nu a fost militant al vreunui partid politic, a avut o perspectivă progresistă asupra relațiilor sociale și de muncă, analizând în profunzime cauzele și efectele inechității sociale.
În scrierile sale, a abordat teme precum:
- Rolul intelectualilor în societate și relația lor cu clasa muncitoare
- Importanța cooperativelor de consum pentru eliminarea intermediarilor
- Participarea muncitorilor la beneficii în scopul cointeresării
- Drepturile și îndatoririle muncitorilor

Ca profesor, Andriescu-Cale a fost apreciat pentru apropierea față de studenți, pentru capacitatea de a îmbina teoria cu practica și pentru pregătirea sa enciclopedică, fiind competent în multiple domenii: Hidraulică, Hidrologie, Mașini hidraulice, Mecanică teoretică, Rezistența materialelor și Statică construcțiilor.
Pentru calitățile sale deosebite, profesorul Valeriu Blidaru, care i-a fost student, l-a așezat în rândul celor mai prețuiți dascăli de la Facultatea de Agronomie din București, alături de Gheorghe Ionescu-Șișești, Nicolae Cornățeanu, Ion Teodorescu, Gheorghe Bontea și Ion M. Gheorghiu.